# Скейдарау
Ске́йдарау (ісл. Skeiðará) (МФА: ˈsceːiðarau) — річка в Ісландії (близько 30 км в довжину), що бере свій початок з льодовика Ватнайокутль (Vatnajökull) в південно-західній частині Ісландії.
Незважаючи на коротку довжину, ця річка має погану репутацію через часті повені, спричинені таненням льодовиків, які можуть бути фатальними.
У жовтні 1996 р. масштабна льодовикова повінь була настільки сильною, що за кілька годин з-під льодовика Скейдарауйокудль витекло 3000 мільярдів літрів води. Потік води був настільки потужним, що підштовхнув до берега айсберги заввишки з триповерховий будинок і зруйнував міст через річку Скейдара.